# Oberhalbsteiner Alpen

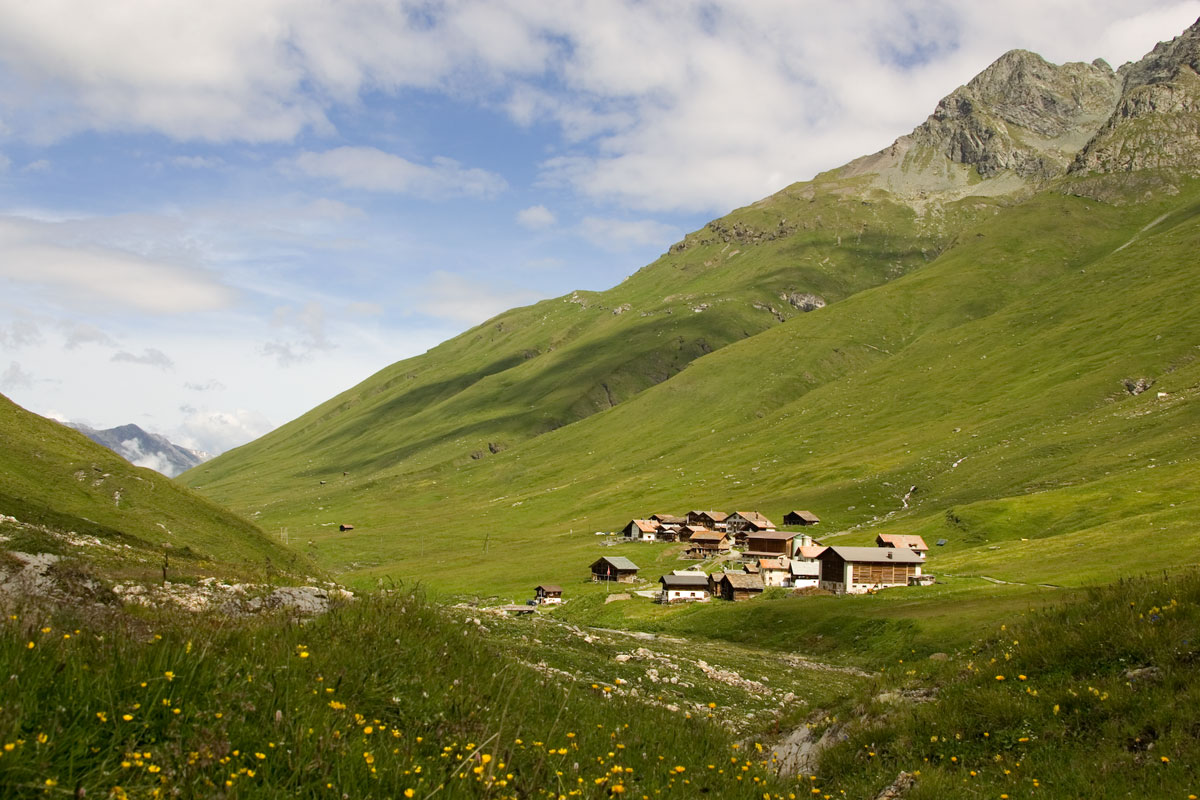
Wioska Juf

Oberhalbsteiner Alpen, Platta-Gruppe, Alpi del Platta – pasmo górskie w Alpach Wschodnich w Alpach Retyckich. Leży na pograniczu Szwajcarii (Gryzonia) i północnych Włoch (Lombardia). Oberhalbsteiner Alpen oddzielone są od Alp Lepontyńskich na zachodzie przez przełęcz Splügenpass; od pasma Plessur na północy przez rzekę Albula; od pasma Albula na wschodzie przez przełęcz Septimerpass i rzekę Julia; od Bernina-Alpen na południu przed dolinę Val Bregaglia. 
Biorą tu swój początek rzeki Ren, Julia, Liro i Mera.

## Szczyty
Najważniejsze szczyty Oberhalbsteiner Alpen to:
- Piz Platta 3386 m
- Piz Forbesch 3258 m
- Piz Timun 3201 m
- Pizzo Stella 3162 m
- Piz Duan 3133 m
- Pizz Gallagiun 3107 m
- Gletscherhorn 3106 m
- Cima da Lägh 3082 m
- Piz Grisch 3062 m
- Usser Wissberg 3053 m
- Surettahorn 3039 m